# Linnaéite
La linnaéite est un minéral composé d'un sulfure de cobalt de formule chimique Co3S4. Elle a été découverte en 1845 dans le Västmanland en Suède, et nommée en l'honneur de Carl von Linné.
Le cobalt y présentant deux nombres d'oxydation différents, la formule de la linnaéite peut être écrite CoIICoIII2S4. La linnaéite forme une série continue avec la polydymite NiIINiIII2S4.
On rencontre la linnaéite dans des veines hydrothermales, avec d'autres sulfures de cobalt et de nickel, dans de nombreux lieux dans le monde.